# 2014年ソチオリンピックのペルー選手団
2014年ソチオリンピックのペルー選手団（2014ねんソチオリンピックのペルーせんしゅだん）は、2014年2月7日から23日までロシアのソチで開催された2014年ソチオリンピックペルー選手団の名簿。

## 選手団
- 人員: 選手 3人
- 開会式旗手: ロベルト・カルセレン

## アルペンスキー
- マンフレド・レイエス

男子大回転 (70位、3:20.96)
男子回転 (途中棄権)
- オルネラ・レイエス

女子大回転 (57位、3:06.32)
女子回転 (途中棄権)

## クロスカントリースキー
- ロベルト・カルセレン

男子15kmクラシカル (87位、1:06:28.9)